# カダルール
カダルール（கடலூர்；Cuddalore）は、インド南部のタミル・ナードゥ州にある都市。カダルール県の県庁所在地であり、同県カダルール郡の中心都市である。

## 地理
北緯11度45分00秒 東経79度45分00秒 / 北緯11.75000度 東経79.75000度
- 県外
  - チェンナイまで 186km
  - ティルッチラーッパッリまで 212km
  - マドゥライまで 354km
  - コーヤンブットゥールまで 398km
  - カンニヤークマリまで 596km

## 政治
カダルールでは、2001年の州議会議員選挙ではDMKのE・プハリェンディが34票の僅差で当選し、2006年の州議会議員選挙でも同党のG・アイヤッパンが当選した。